# Гранд Ест
Гранд Ест (срп. Велики исток; претходно Алзас-Шампања-Ардени-Лорена) је нови административни регион који је формиран 1. јануара 2016. спајањем три региона: Алзаса, Лорене и Шампање-Ардена. У региону живи 5 552 388 становника.
Највећи град региона је Стразбур који је и административно средиште  региона.

## Топоним
Првобитни назив овог региона је био Алзас-Шампања-Ардени-Лорен и био је састављен од назива старих региона поређан по латиници.

## Географија
Гранд Ест покрива 57 433 km² и од 1. јануара 2016. четврти је регион по величини у Француској. Граничи се са четири државе: Белгијоm, Луксембургом, Немачком и Швајцарском. Једини је регион у Француској који се граничи са више од две земље.

### Топографија
Планине региона су Вогези на истоку и Ардени на северу.

### Xидрологија
На истокy је река Рајна која је уједно и природна граница региона, а чини и део  границе са Француском и Немачком. Друге велике реке су: Меза,Мозел,Марна и Саона.

## Историја
13. децембра 2015. на седници регионалног савета, донета је одлука да се 1. јануара 2016. формира нови регион. Дана 4. јануара Филип Ришер је посао председник региона. У гласању одржаном од 14. марта до 1. априла за назив Гранд Ест изјаснило се највише гласача.
Резултати:
- Гранд Ест (Grand Est) : 75%
- Нувел-Острази (Nouvelle-Austrasie) : 10,4%
- Рајна-Шампања (Rhin-Champagne) : 9,8%
- Ахали (Acalie) : 4,8%